# Castrol
Castrol ist eine britische Marke für Industrie- und Fahrzeug-Schmierstoffe mit einer Reihe von Ölprodukten für die meisten Bereiche im Schmierstoffbedarf. Die Marke Castrol ist ein Teil der BP-Gruppe, hat aber ihre eigene Identität beibehalten.

## Geschichte

Historische Logos
Logo 1917
Logo 1929
Logo 1946
Logo 1958
Logo 1968
Logo 1992
Logo 1999
Castrol Racing Logo

Castrol wurde am 9. März 1899 gegründet, als Charles C. Wakefield als Spezialist für Dampflokomotiv-Schmierstoffe tätig wurde. Zunächst wurde das Unternehmen nach dem Gründer C.C. Wakefield & Co benannt und spezialisierte sich darauf, Schmierstoffe an Eisenbahn-, Seefahrts-, Bergwerksunternehmen und die Textilindustrie zu verkaufen. Anfang des 20. Jahrhunderts begann die Firma mit dem Vertrieb zunächst von Motoröl und kurz danach von Ölen für Motorräder, Flugzeuge und Rennwagen. 1909 wurde der Markenname „Castrol“ eingeführt. Dieser leitet sich ab aus der englischen Bezeichnung für Rizinusöl (englisch castor oil).
Aus dieser Geschäftsidee wurde im Laufe der Jahre ein weltweit tätiger Konzern, der in über 145 Ländern operiert. Charles Wakefield hatte bereits sehr früh die Idee, Marketing einzusetzen. So wurden von Anfang an Werbung betrieben und Partnerschaften mit Automobilherstellern bei der Entwicklung von Schmierstoffen geschlossen. Autos, Motorräder und Flugzeuge mit aufgemalter Castrol-Werbung steigerten den Bekanntheitsgrad der Marke. Seit 1905 ist Castrol auch im Rennsportbereich tätig.
Nach Ende des Ersten Weltkriegs eröffnete Wakefield Niederlassungen in den USA, Indien und Australien. Im Jahr 1939 vertrieb das Unternehmen Castrol seine Produkte bereits in Europa, Nordamerika, Asien und Südafrika. Im Zweiten Weltkrieg wurden die Produktionsanlagen in Liverpool zerbombt. Dennoch wurden die britischen Streitkräfte mit dringend gebrauchten Ölen und Schmierstoffausrüstungen versorgt. 1943 folgte der Gang an die Börse.
Im Jahre 1950, dem Jahr, in dem Charles C. Wakefield starb, starteten die Grand-Prix-Wagen das erste Mal nach dem neuen Formel-1-Reglement. Castrol unterstützte den Italiener Giuseppe Farina, der mit Alfa Romeo antrat und den ersten Sieg der Formel-1-Geschichte einfuhr. Bereits Anfang der 1960er Jahre benötigten Autos weniger Ölwechsel, und der Wettbewerb im Schmierstoffmarkt wurde schärfer. Die Reaktion der Castrol Group (so hieß das Unternehmen seit 1960) lautete Diversifikation in Bereiche wie Metallbearbeitung, Kunststoffproduktion, Imprägnierungspräparate und Korrosionsschutzmittel. Diese Expansion stellte sich als kostspielig heraus, ebenso stiegen die Entwicklungskosten wegen der neuen Produkte. Das Unternehmen brauchte Geld und akzeptierte 1966 ein Übernahmeangebot von Burmah Oil. Das neu formierte Unternehmen, umbenannt in Castrol-Burmah, expandierte anschließend schnell. 2000 wurde Castrol-Burmah von der BP Gruppe aufgekauft.
Castrol ist heute einer der größten Schmierstoffhersteller der Welt und entwickelte 1974 das vollsynthetische Motoröl „Formula RS“, das mehrere Jahrzehnte das offizielle Rennsportöl von Castrol war und mittlerweile von „Castrol Edge“ im Rennsportbereich abgelöst wurde. Castrol-Schmierstoffe werden in praktisch allen Bereichen der Schiff- und Luftfahrt, in Industrie und im Straßenverkehr eingesetzt.

## Castrol weltweit
Besonders in den USA ist Castrol als Sponsor bei den NHRA Drag Racing und den NASCAR-Rennen vertreten. In Australien ist Castrol das am meisten benutzte Öl in den Australian Touring Car/V8 Supercar Series, bei denen Castrol das Ford Team unterstützt. Auch im australischen Drag Racing ist Castrol dabei und unterstützt dort Victor Bray seit 17 Jahren.

## Produkte
Das Unternehmen bietet Motorenöle, Getriebeöle und Spezialprodukte für den Automobil-, Zweirad- und Nutzfahrzeugsektor und für Schifffahrt, Luftfahrt und Industrie an.  Zu den Markennamen gehören, die Motorenöle für Pkw Castrol Edge, Castrol Magnatec, Castrol GTX, die Motorenöle für Nutzfahrzeuge Castrol Vecton, Castrol RX, Castrol CRB und die Automatikgetriebeöle, Differential- und Achsöle, Schaltgetriebeöle Castrol Transmax, Castrol Transynd und Castrol Syntrax.
Im April 2014 wurde in Deutschland mit Castrol EDGE mit Titanium das neueste Produkt eingeführt. Es soll die Ölfilmstärke verdoppeln und gleichzeitig die Reibung im Motor senken. Ebenso wie die Produktreihen Castrol Magnatec und Castrol GTX beinhaltet auch die neueste Schmierstoff-Generation Motoröle mehrerer Viskositäten. Seit 2007 erscheinen die Castrol-Produkte im weltweit einheitlichen Aussehen. Im Pkw-Bereich gibt es derzeit drei Produktfamilien: Castrol EDGE, Castrol Magnatec und Castrol GTX.

## Partnerschaften mit Automobilherstellern
Castrol arbeitet mit verschiedenen Automobilherstellern (engl. Original Equipment Manufacturers, kurz OEM) bei der Entwicklung von neuen Schmierstoffen zusammen. Namhafte Hersteller von Kraftfahrzeugen (Pkw und Lkw) wie der Volkswagen-Konzern, BMW, Land Rover, Jaguar, Volvo, MAN, DAF, Honda, ŠKODA und Seat empfehlen daher die Produkte von Castrol.

## Geschwindigkeitsrekorde
Um den Bekanntheitsgrad der Marke Castrol zu steigern, unterstützte Charles C. Wakefield besonders solche Einzelkämpfer, die neue Geschwindigkeitsweltrekorde in allen erdenklichen Kategorien erreichen wollten. Wakefield persönlich verlieh für Weltgeschwindigkeitsrekorde zu Lande den „Wakefield Trophy Award“. Gerade in der Zeit von 1920 bis Ende 1930 war Castrol besonders häufig an Geschwindigkeitsrekorden beteiligt.
Am 4. Oktober 1983 stellte Richard Noble auf Thrust2 einen ganz besonderen Geschwindigkeitsrekord auf. Mit 1.019,468 km/h Spitzengeschwindigkeit raste er durch die Black Rock Desert in Nevada, USA. Für das Nachfolgeprojekt, der Entwicklung der ThrustSSC, war Castrol der erste Sponsor. Andy Green durchbrach mit der ThrustSCC 1997 als erster Mensch mit 1.227,983 km/h die Schallmauer mit einem Landfahrzeug. Dies war seit 1913 der elfte Geschwindigkeitsrekord, an dem Castrol beteiligt war.
- 1921: Donald Campbell erreicht mit seinem Jet-Boot Bluebird K7 300 mph
- 1927: Henry Segrave durchbricht mit dem Sunbeam 1000 hp die 200-mph-Barriere
- 1930: Joseph S. Wright erreicht auf seinem Motorrad 150 mph
- 1933: Francesco Agello fliegt mit der Macchi-Castoldi M.C.72 440 mph schnell
- 1938: die LNER Class A4 No. 4468 Mallard erreicht 125 mph
- 1983: Richard Noble erreicht auf Thrust2 die Spitzengeschwindigkeit von 1.019,468 km/h
- 1997: Andy Green durchbricht mit 1.227,983 km/h die Schallmauer mit ThrustSSC

## Sponsoring
Castrol sponsert seit mehreren Jahrzehnten Motorsportteams und fuhr bis 2014 mehr als 470 Rennsiege mit mehr als 50 Herstellern ein. Seit 2005 sind Volkswagen Motorsport und Castrol Partner und landeten bei der Rallye Dakar 2009, 2010 und 2011 den Sieg. Seit 2013 unterstützt Castrol VW auch in der Rallye-Weltmeisterschaft und gewann 2013 in der Fahrer- und Herstellerwertung. Seit 2011 sponsert das Unternehmen mit Audi die FIA-Langstrecken-Weltmeisterschaft, seit 2012 zunächst mit BMW, dann 2014 ebenfalls mit Audi die DTM.
Im Motorradsport hat Castrol die Power1 Tour 2007 organisiert. Seit mehr als 50 Jahren arbeiten Honda und Castrol zusammen. Castrol war offizieller Sponsor der Fußball-Europameisterschaften 2008 und 2012 sowie der Fußball-Weltmeisterschaften 2010 und 2014.